# Seznam starostů Kroměříže

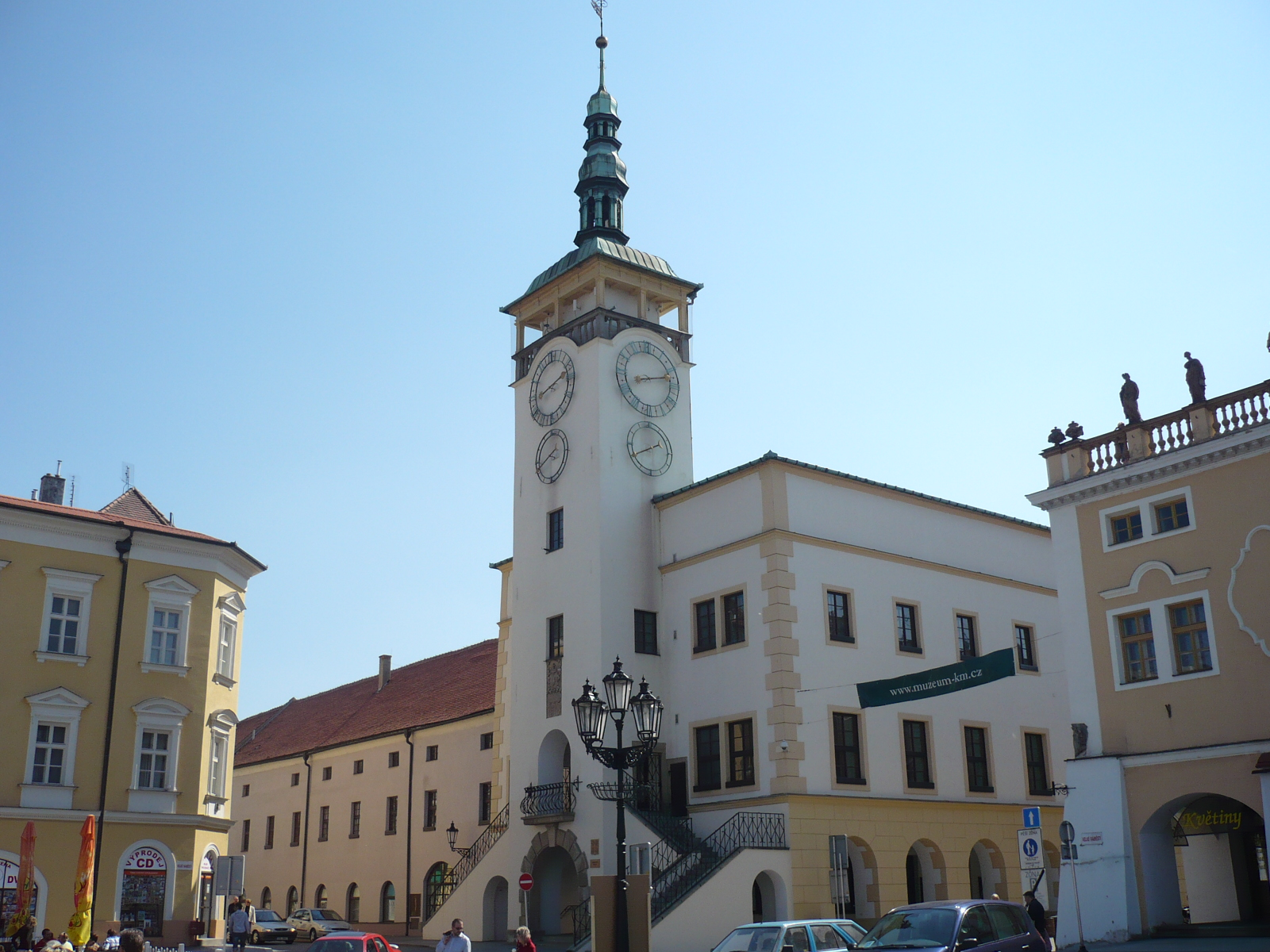
Budova kroměřížské radnice

Toto je seznam starostů města Kroměříž (včetně jiných nejvyšších představitelů tohoto města v jiných historických obdobích, jako předsedové MNV a MěNV).

## Seznam purkmistrů Kroměříže před rokem 1850
- Franz Langer (1786–1793)
- Thomas Steinbrecher (1793–1823)[1]
- Vincenz Wieser (1826–1850)[1] - starostovský úřad zastával i po smrti starosty Steinbrechera v letech  1823 až 1826[2]

## Seznam starostů Kroměříže v letech 1850–1919
- Anton Wech (1850–1857)[3][1]
- Wolfgang Lasnausky (1857–1865)[3][1]
- Alois Czap (1865–1866)[3][1]
- Benjamin Demel (1866[3] nebo 1867[4][1])
- Mathias Schrott von Rohrberg (1867–1875)[1]
- August Benesch (1875–1884)[1]
- Ferdinand Bojakovský (1884–1887)[1]
- Vojtěch Kulp (1887–1896)[1]
- Josef Pištěcký (1896–1910)
- Miloslav Veselský (1910–1913)
- Metoděj Barták (1913–1919)

## Seznam starostů Kroměříže v letech 1919–1945
- Josef Jedlička (1919–1941), čs. nár. dem./Národní sjednocení, Strana národní jednoty, Národní souručenství (v letech 1929-31 byla jako první žena v historii Československa vykonavatelkou úřadu náměstkyně starosty Amálie Pouchlá)
- Hans Humplik (1941–1944) NSDAP
- Waldemar Söhnel (1944–1945) NSDAP

## Seznam předsedů MNV a MěNV Kroměříže v letech 1945–1990
- Antonín Ševčík (1945–1945), Voják
- Alexej Čepička (1945–1946), KSČ
- Josef Plíhal (1946–1948), KSČ
- Libuše Haišmanová (1948–1950), KSČ
- Jan Čada (1950–1952), KSČ
- Robert Hnilica (1952–1960), KSČ
- Vlastimil Zdráhal (1960–1968), KSČ
- František Tichý (1969–1970), KSČ, v letech 1968–1969 pověřen vedením
- Vítězslav Mrhal (1970–1976), KSČ
- Milan Vaculík (1976–1987), KSČ
- Zdeněk Coufal (1988–1990), KSČ
- Petr Kvapilík (1990-1990), ČSL

## Seznam starostů Kroměříže po roce 1990
- Petr Kvapilík (1990–1994), ČSL/KDU-ČSL
- Petr Dvořáček (1994–1998), ODS
- Petr Sedláček (1998–2002), ODS
- Petr Dvořáček (2002–2006), ODS
- Miloš Malý (2006–2010), ČSSD
- Daniela Hebnarová (2010–2014), ODS
- Jaroslav Němec (2014–2022), ANO, nestr. (od 4/2018)[5]
- Tomáš Opatrný (od r. 2022), ANO